# Bernhard Albrecht Moll

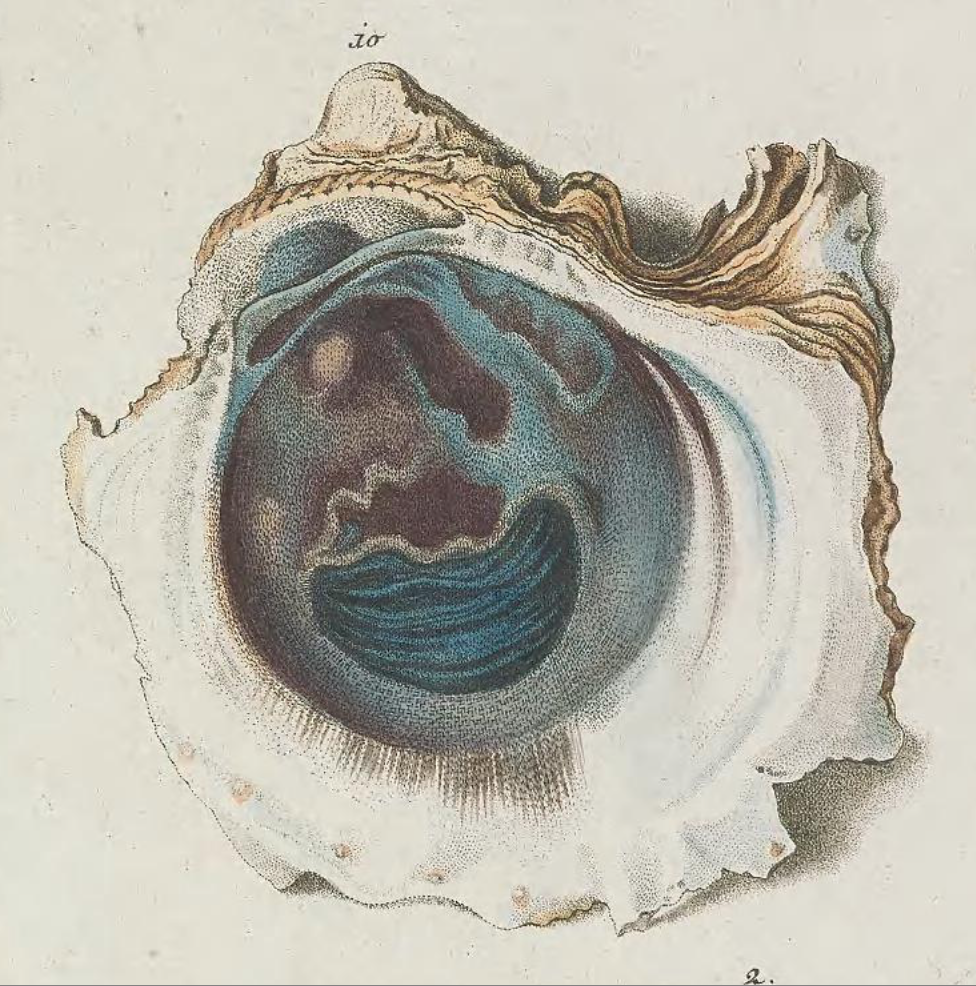
Jakob Adam nach Bernhard Albrecht Moll (?): Auster (Striostrea denticulata), 1780.

Bernhard Albrecht Moll (getauft 25. November 1743 in Wallerstein, Grafschaft Oettingen-Wallerstein; † Juni 1788 in Charleston, South Carolina) war wissenschaftlicher Illustrator, Botaniker, Zeichenlehrer und Silhouetteur. Er nahm 1783 an der von Kaiser Joseph II. finanzierten  Expedition in die USA teil und ließ sich in der Folge dort nieder.

## Leben und Werk

### Sohn eines Mineraliensammlers

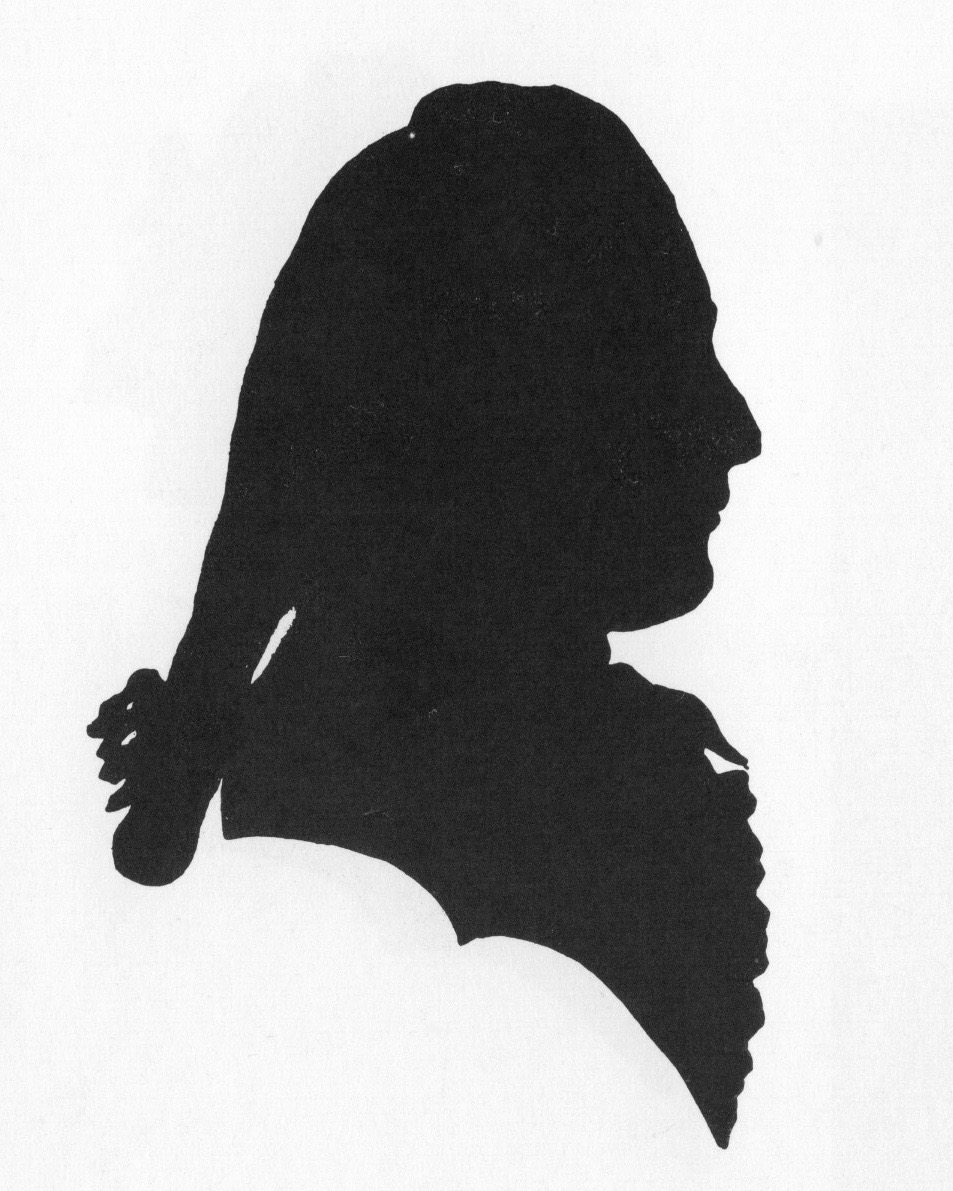
Mutmaßliches Selbstporträt, Charleston 1783–1785.

Moll war das älteste Kind des lutherischen Juristen Albrecht Theodor Moll (1713–1772), Hofrat des Grafen von Oettingen-Wallerstein, und der Katholikin Johanna Josepha Walpurga Hefele (1719–1792). Der Vater wurde 1745 Agent seines Landesherrn beim Reichshofrat in Wien. Auch übernahm er dort – seinem nobilitierten Bruder Bernhard Paul von Moll (1697–1780) nacheifernd – zahlreiche weitere Mandate von Reichsständen und sonstigen Herrschaften. Bernhard Paul war ein bekannter Landkartensammler, und wie er sammelte auch Molls Vater Mineralien (vor allem Versteinerungen), was ihn mit dem Mineralogen und Freimaurer Ignaz von Born in Verbindung brachte.

### Bruder von William Berczy
Das bekannteste von Molls Geschwistern ist sein nächstjüngerer Bruder Johann Albrecht Ulrich (1744–1813), der mit Bernhard Albrecht zusammen ab 1762 an der Kunstakademie in Wien und 1766 an der Universität Jena studierte und später unter dem Pseudonym William Berczy als Maler und Mitgründer der kanadischen Stadt Toronto Bekanntheit erlangte.
Beim frühen Tod von Molls Vater figurierte dieser wie auch dessen Bruder nicht mehr unter den Reichshofratsagenten. Außer seiner Sammlung hinterließ er nur Schulden. Maria Theresia lehnte 1777 den Ankauf der Mineralien ab, obwohl sich Born dafür einsetzte. Sie bewilligte aber der Witwe eine kleine Pension. Ein Versuch Molls, in vorgerücktem Alter als Kadett im Infanterieregiment Lattermann die Theresianische Militärakademie in Wiener Neustadt zu absolvieren, scheiterte an einer Brustkrankheit (Tuberkulose).

### K.K. Kabinettsmaler
Ein Cousin von Moll, Johann Paul Carl von Moll, wirkte 1778–1780 bei der Neuaufstellung des k. k. Naturalienkabinetts durch Born mit. Auf Antrag des Letzteren wurde Bernhard Albrecht 1780 von Maria Theresia als Nachfolger von Franz Joseph Wiedon (1703–1779) zum wissenschaftlichen Illustrator im Naturalienkabinett ernannt. Den neuen Titel k. k. Kabinettsmaler verwendete er kurz darauf in einer Zeitungsanzeige für Stadtveduten. Anscheinend ersetzte Born in der Prunkausgabe seines Konchylienkatalogs zumindest einen Teil der Illustrationen durch solche von Moll.
Joseph II. machte Molls Festanstellung 1781 aus Spargründen rückgängig. Der Künstler erhielt aber noch ein Jahresgehalt als Abfindung und wurde im Stücklohn weiter beschäftigt. Oberstkämmerer Graf Orsini-Rosenberg, der so etwas wie Josephs Kulturminister war, bezeichnete Moll bei diesem Anlass als „unstreitig den geschicktesten in seinem Fache“.

### Mitglied der Märter-Expedition
1782 bewarb sich der unverheiratete Künstler mit Erfolg um die Teilnahme an der Expedition, die Joseph II. nach dem Ende des Amerikanischen Unabhängigkeitskriegs und des Englisch-Niederländischen Kriegs zum Sammeln von Mineralien, Pflanzen und Tieren in andere Erdteile entsenden wollte. Als Moll in das Forscherteam aufgenommen wurde, sollte sich dieses unterwegs aufteilen: Der auf Botanik spezialisierte Mediziner Franz Joseph Märter sollte Westindien (Amerika) bereisen, der Mineraloge Karl Haidinger Ostindien (Asien). Moll war zum Begleiter desjenigen der beiden bestimmt, welcher selber nicht zeichnen und malen konnte (Märter?). Am Schluss sollten sie am Kap der Guten Hoffnung wieder zusammentreffen.
Wie bei Molls Anstellung im Naturalienkabinett spendete Born dessen wissenschaftlichen Illustrationen höchstes Lob. Moll selber rühmte sich auch seiner Fertigkeit im Zeichnen von Ansichten und Landschaften. Born erwartete von ihm Vorlagen für Kupferstiche, mit denen geplante Veröffentlichungen über das Forschungsunternehmen illustriert werden sollten. Obwohl Moll schon fast vierzig und brustleidend war, beschrieb ihn Born als etwa dreißigjährig und gesund. Laut Molls kalligrafischem Gesuch an den Kaiser war es stets sein größter Wunsch gewesen, ferne Länder zu bereisen. Weil die Expeditionsteilnehmer seit Mitte 1782 auf Abruf bereitstehen mussten, nahm der Maler keine neuen Aufträge an und entließ seine Schüler. Laut Born befand er sich deshalb schon Ende Jahr in einer Notlage.
Grünes Licht zur Abreise erhielt das Expeditionsteam aber erst im April 1783. In der Zwischenzeit war Märter zu dessen Leiter bestimmt worden, worauf Haidinger auf die Teilnahme verzichtet hatte. In seiner definitiven Zusammensetzung gehörten dem Team noch der ebenfalls auf Botanik spezialisierte Mediziner Matthias Leopold Stupić sowie die Gärtner Franz Boos und Franz Bredemeyer an. Stupić war erster, Moll zweiter Stellvertreter Märters. Die Fahrt über den stürmischen Atlantik setzte Moll weniger zu als Märter und vor allem Stupić. Zu zeichnen aber gab es außer einem fliegenden Fisch und einer Qualle wenig.

### Testament zugunsten der Sklavin

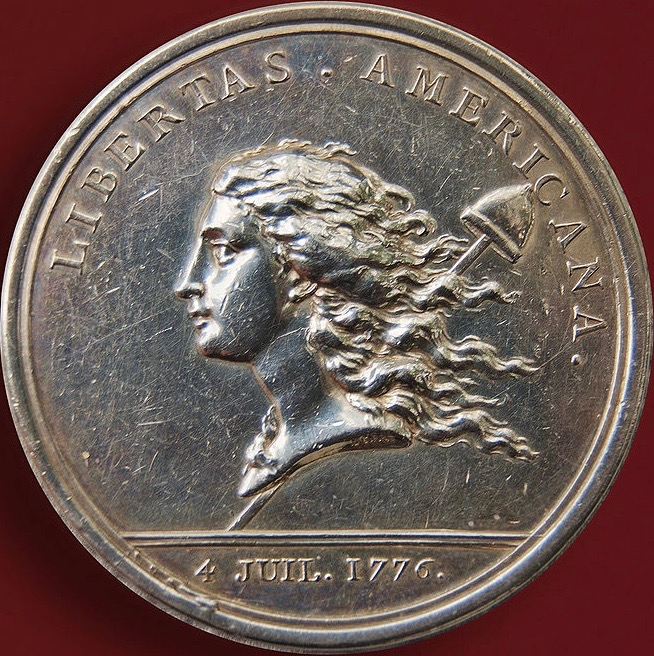
Augustin Dupré: Medaille auf die Unabhängigkeit Amerikas, 1783.

Wie Stupić betrachtete auch Moll das Forschungsunternehmen von Anfang an als Gelegenheit zur Auswanderung. Kaum in Philadelphia angelangt, gestand er Born, dass er sich in den USA niederlassen würde, wenn er dürfte. Dies wegen der freiheitlichen Atmosphäre und des Mangels an Künstlern. Fürs Erste könnte er sich mit Scherenschnittporträts „amerikanischer civilisirter Gesichter“, von denen er bereits eine Sammlung habe, „ein gutes Stük Geld machen“.
Für Märter zeichnete er Kryptogame, Landschildkröten und Vögel. Er botanisierte mit Bredemeyer in Pennsylvania und New Jersey und reiste dann mit diesem zu Schiff nach Charleston (South Carolina). Dort trafen in der Folge die Expeditionsteilnehmer wieder zusammen.

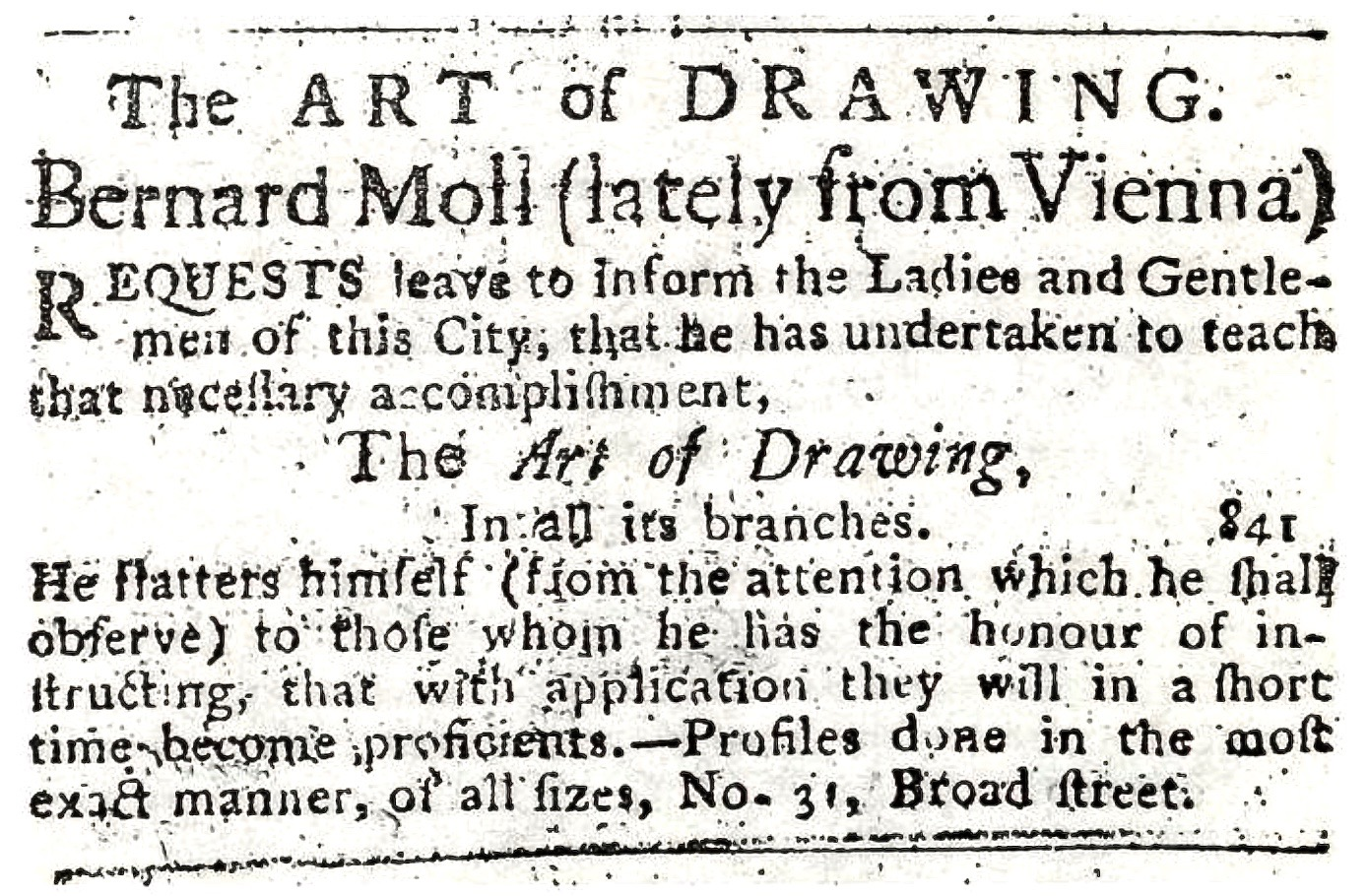
Inserat Molls in der South Carolina State Gazette (Charleston), 1784.

Als Märter aber 1784 von den Bahamas zurückkehrte, berichtete er, Moll habe sich während seiner Abwesenheit völlig verändert und träume nun von „goldenen Bergen“. Bis dahin sein brauchbarster Mitarbeiter, habe er statt der ihm aufgetragenen Arbeiten nur noch solche für Einheimische ausgeführt. Bredemeyer brachte mit dem ersten Transport von Sammelgut noch einige Bilder amerikanischer Tiere von Moll nach Wien. Kurz darauf schickte Märter auch Moll dorthin zurück, doch dieser weigerte sich und verließ das Team. Stupić tat es ihm 1785 nach. Der eine etablierte sich in Charleston, wo es viele deutschsprachige Einwanderer gab, als Zeichenlehrer und Silhouetteur, der andere als Arzt. 1787 eröffnete Moll eine private Zeichenakademie.
Während Märter, Boos und Bredemeyer auf ihrer Weiterreise nach Jamaika, Mauritius bzw. Venezuela Seestürme und Tropenkrankheiten überstanden und nach ihrer Rückkehr nach Wien noch bis 1827, 1832 bzw. 1839 lebten, starben der gesundheitlich vorbelastete Moll und der noch zehn Jahre ältere Stupić schon 1788 bzw. 1794. Moll hinterließ den Grundbesitz, über den er offenbar verfügte, und seine persönliche Habe einem Treuhänder zugunsten der Magd, die mit ihm zusammengelebt hatte. Da diese Hagar keinen Familiennamen trug und nicht selber erben konnte, muss es sich um eine schwarze Sklavin gehandelt haben.

### Silhouettenalbum in Toronto
Die nach dem französischen Finanzminister Silhouette benannten Silhouetten waren um 1780 in Wien ein beliebter Ersatz für gemalte Porträts. Hieronymus Löschenkohl stattete sogar gestochene Historienbilder wie „Theresiens lezter Tag“ (1781) mit seitlich blickenden schwarzen Silhouettenköpfen aus.
In den 1960er Jahren entdeckte der kanadische Berczy-Forscher John Andre bei einem Antiquar in Ware (Massachusetts) ein Album von 15 × 10 cm Seitenlänge mit Silhouettenporträts aus den Jahren 1783–1785, die Moll während der Expedition geschnitten hatte. Der Entdecker des Büchleins schenkte es dem Royal Ontario Museum in Toronto. Nach mindestens sechs Verlusten enthält es noch Bildnisse von 148 Personen, von denen 24 in Wien porträtiert wurden (worunter Joseph II. und Märter), 10 in Brüssel, 34 in Philadelphia (worunter Bredemeyer und Boos) und 80 in Charleston. Unter den Letzteren befindet sich ein mutmaßliches Selbstporträt des Künstlers.
John Andre und Hartmut Froeschle schreiben in der Erstpublikation dieser Werke:

„Je länger wir die kleinen Details betrachten, die Moll zur Charakterisierung verwendet, desto klarer wird seine Meisterschaft, durch Heben oder Senken des Auges, Öffnen oder Schließen der Lippen, Verstärken oder Abschwächen des Profils die wesentlichen Züge eines Individuums einzufangen.“

Helene M. Kastinger Riley urteilt:

„Molls Silhouetten gehören zu den besten des Genres, und die Mischung von Geschäftsleuten und Arbeitern, Pfarrersfrauen und Aristokratinnen, Kindern und alten Politikern vermittelt einen interessanten Einblick in Gesellschaft und Familienleben des 18. Jahrhunderts.“

Bei den Porträts handelt es sich um Duplikate, die jeweils in einem Arbeitsgang mit dem Original geschnitten wurden. Sie sind mit Bildlegenden und einem Index in der Handschrift Märters versehen. Dieser dürfte ihre Herausgabe verlangt haben, da sie während Molls Dienst für den Kaiser entstanden waren. Wie sie schließlich in die Gegend von Boston gelangten, ist ungeklärt.
In Wien und Charleston warten wohl auch noch Werke anderer Art von Moll (wissenschaftliche Illustrationen, gemalte Porträts) auf ihre Identifizierung.

## Scherenschnitte aus dem Jahr 1783
Kaiserhaus

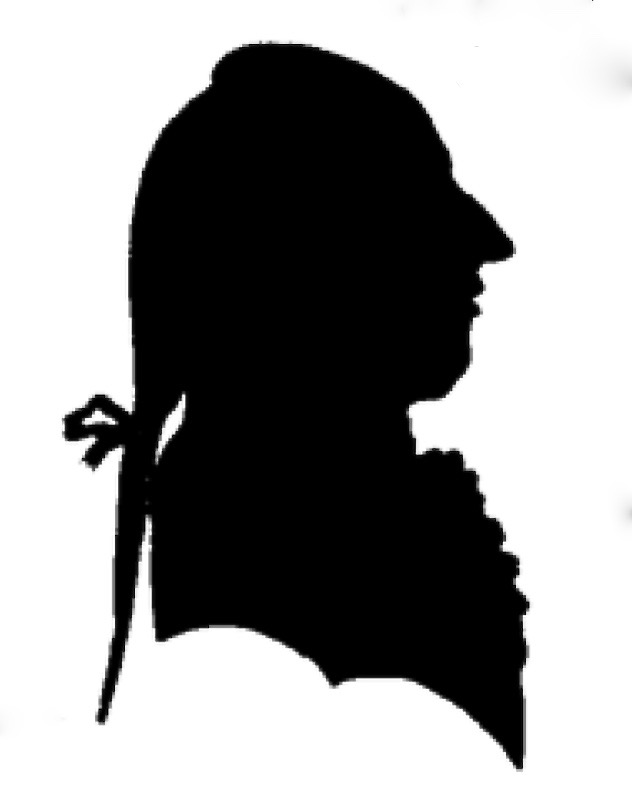
Joseph II.
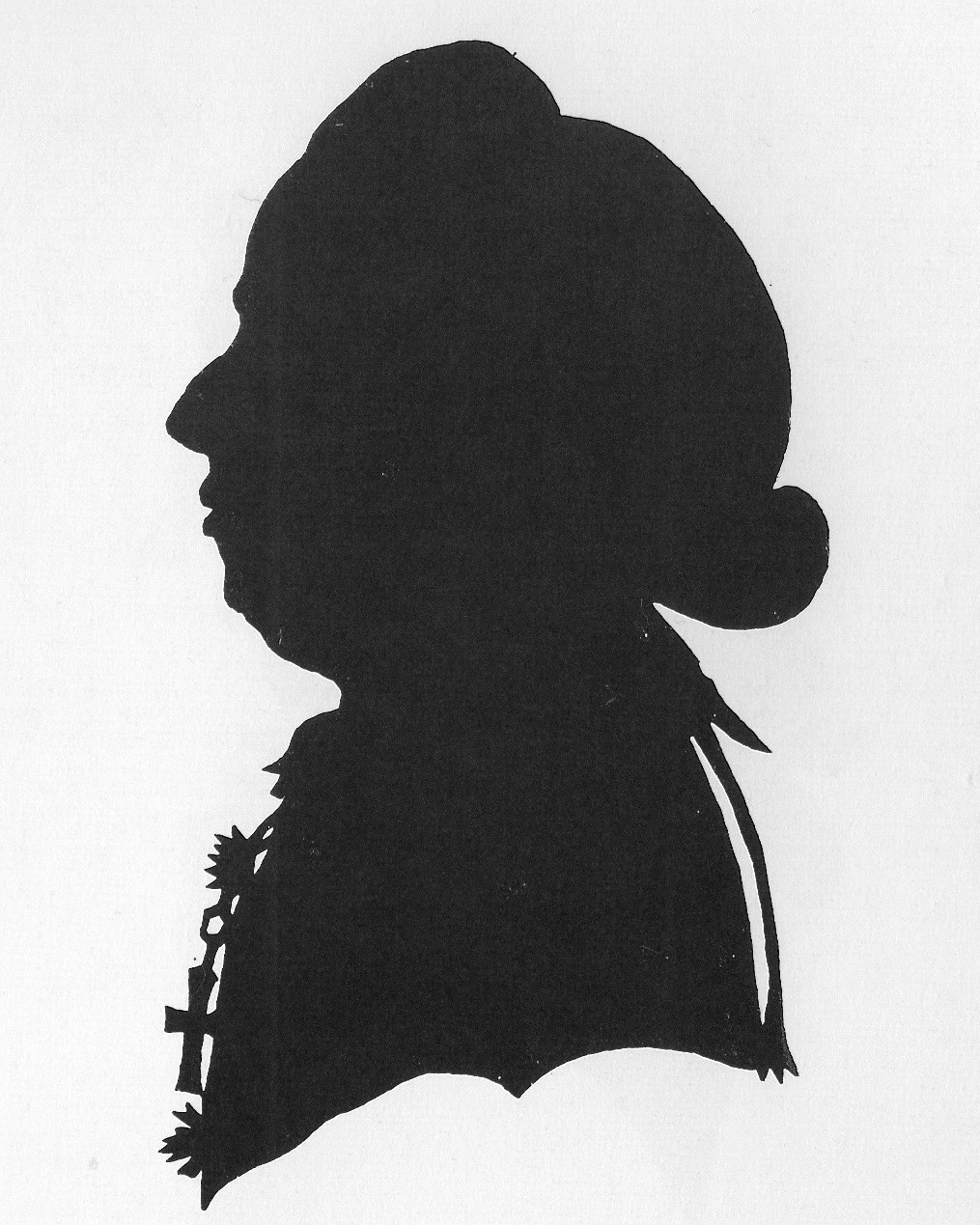
Erzherzog Max Franz

Wien

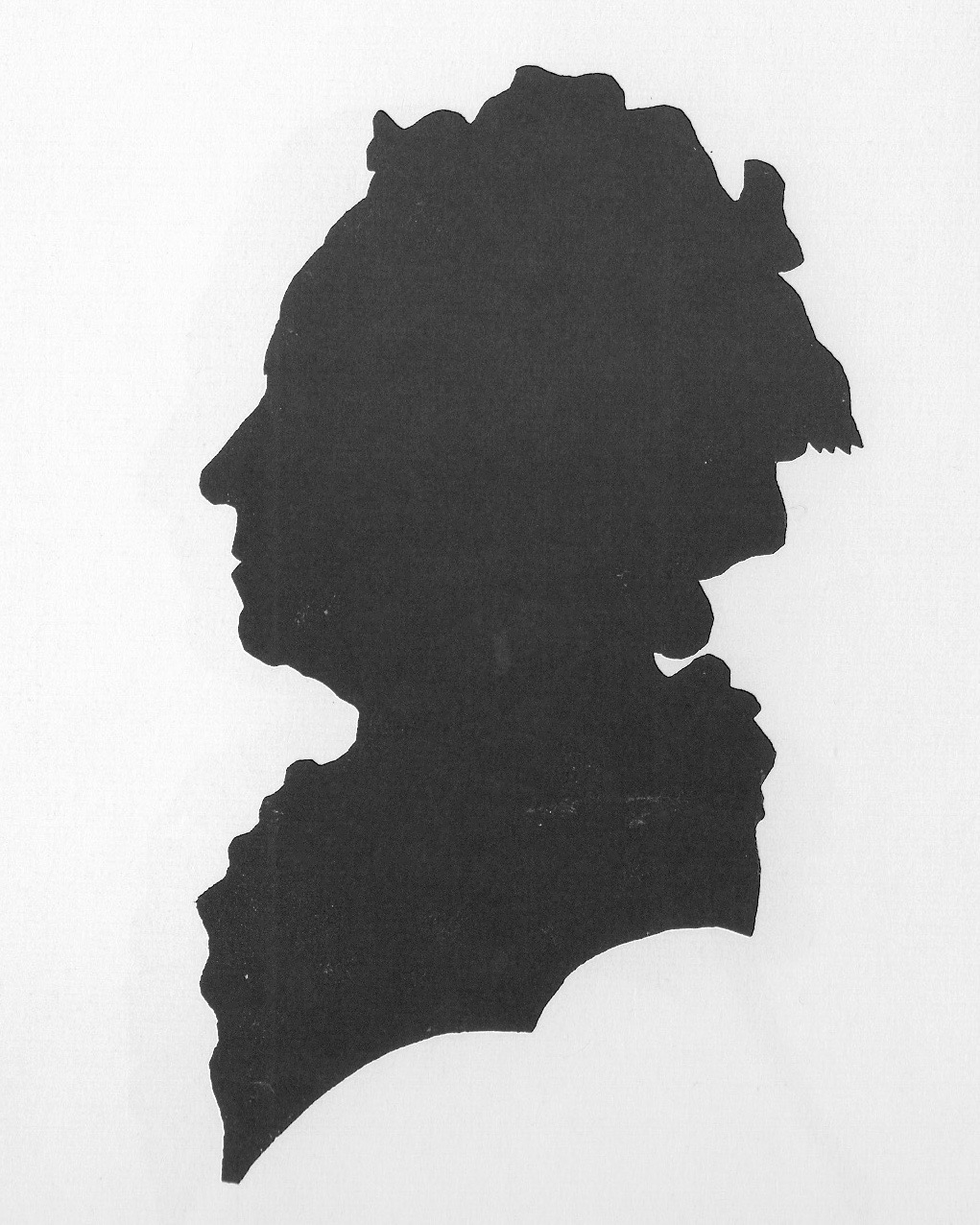
Molls Mutter
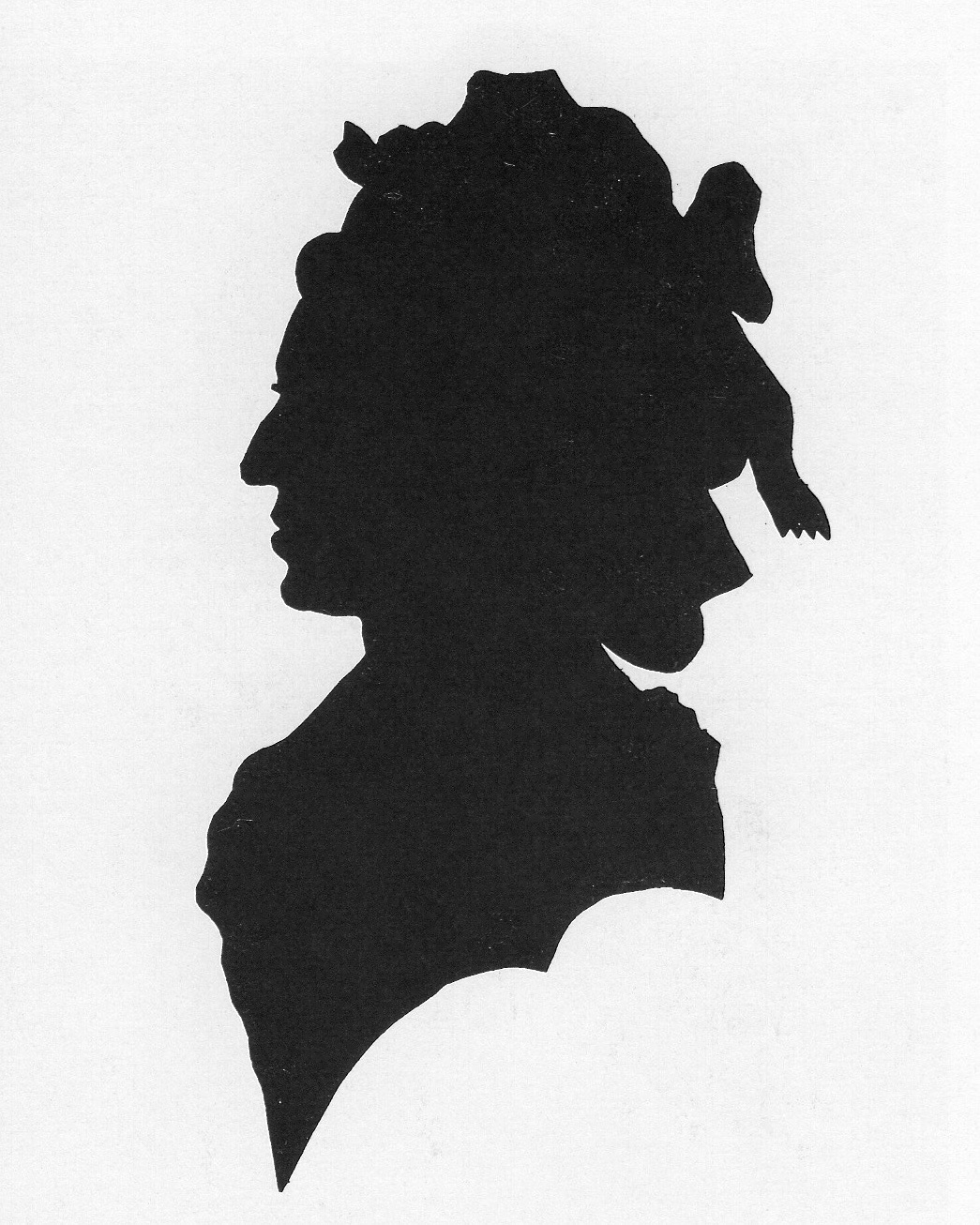
Schwester Jeannette
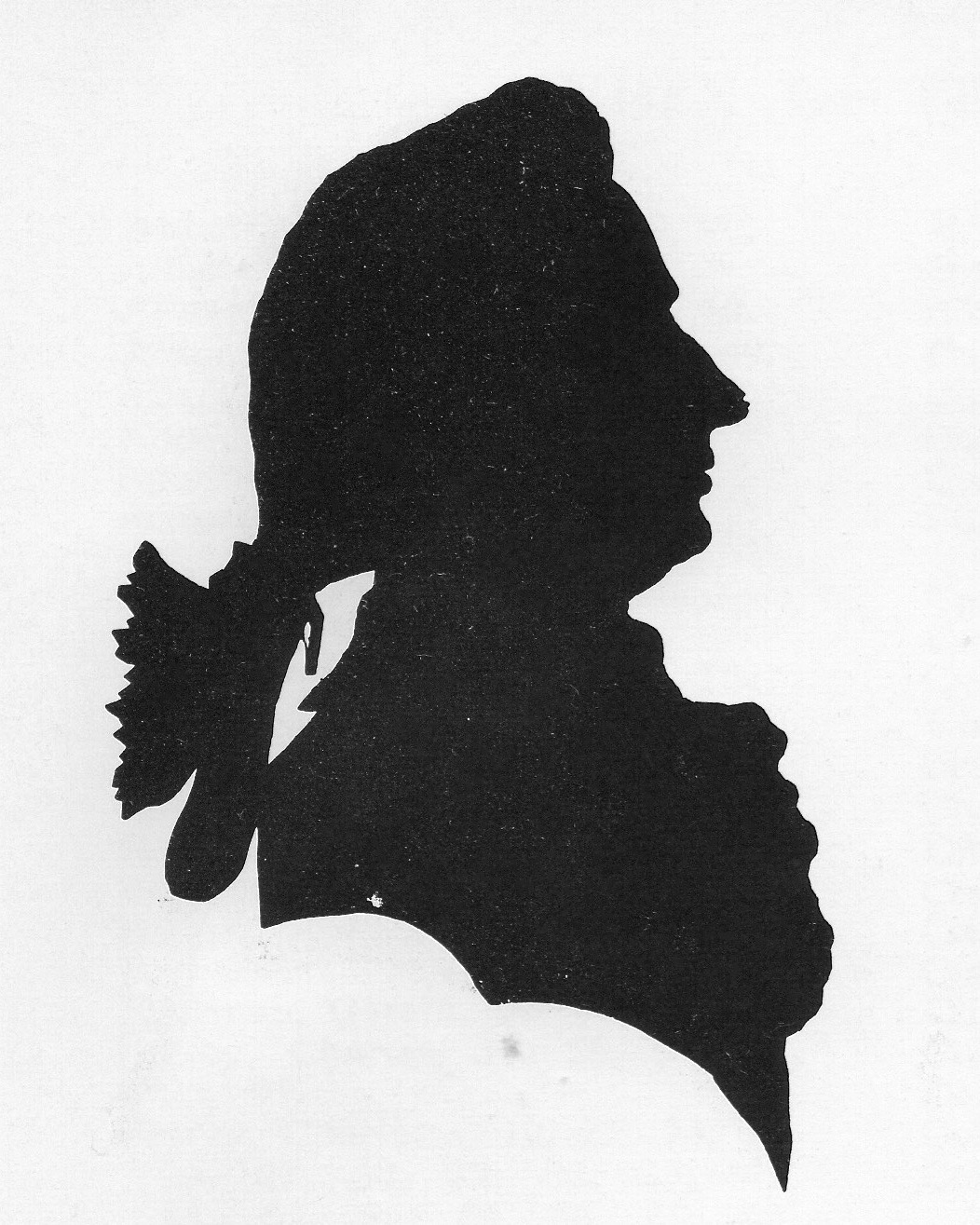
Carl Schütz
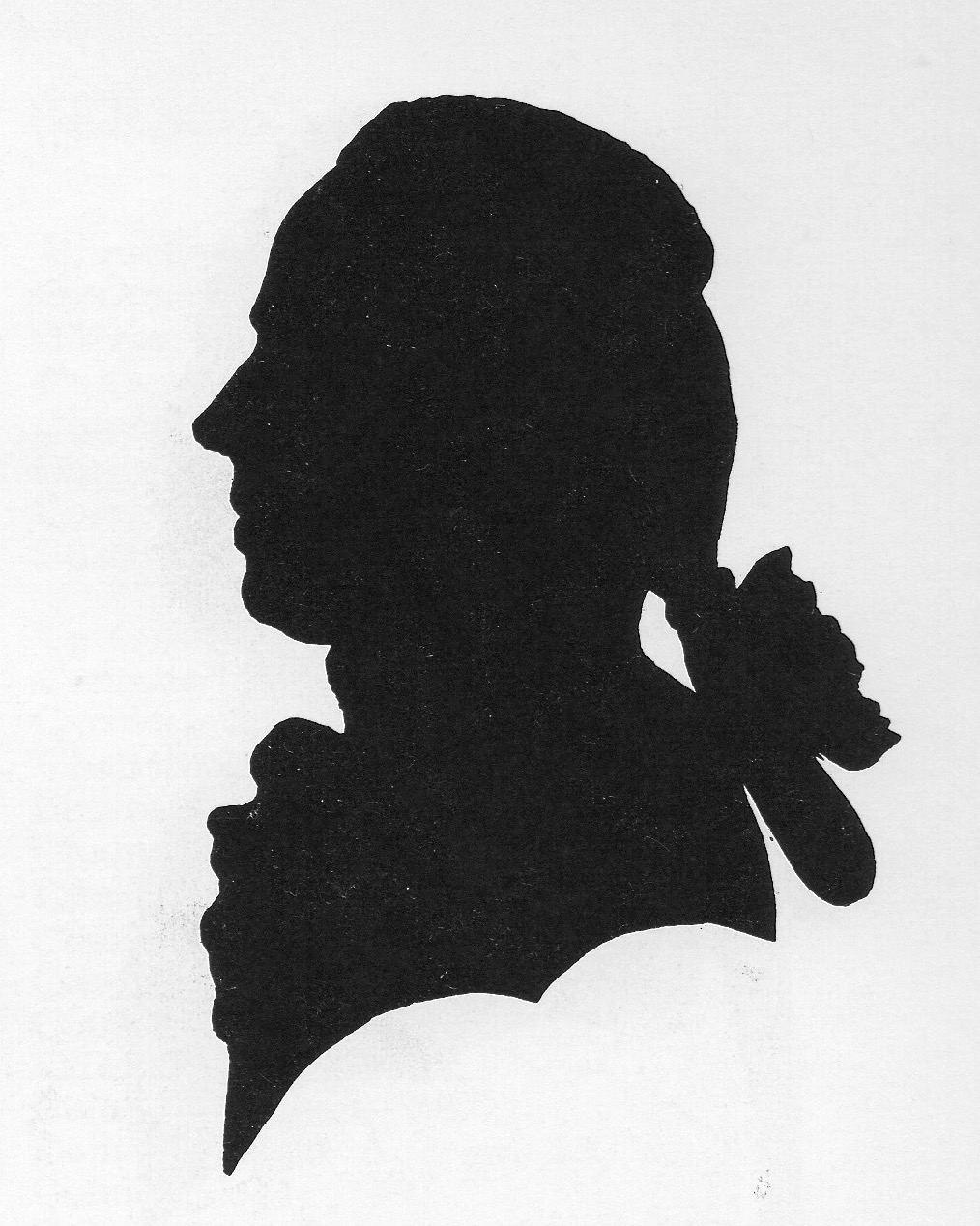
Johann Andreas Ziegler

Märter-Expedition

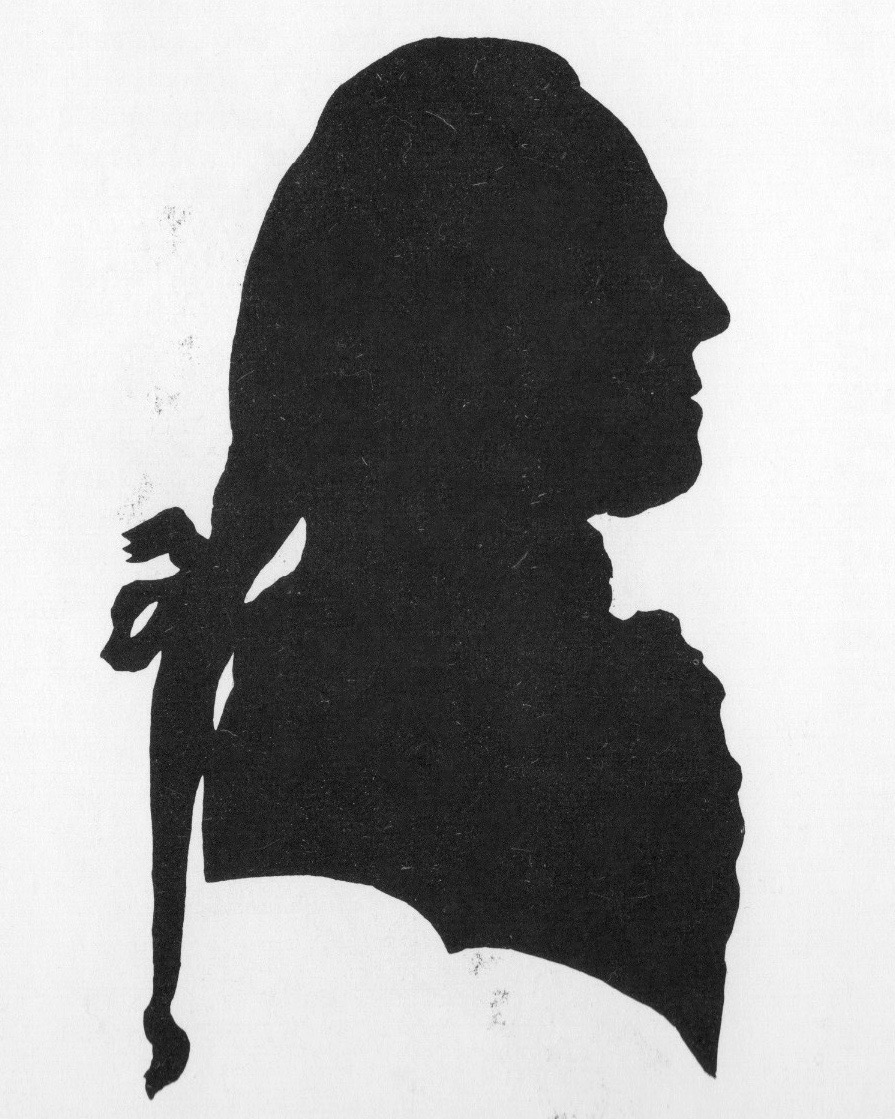
Franz Joseph Märter
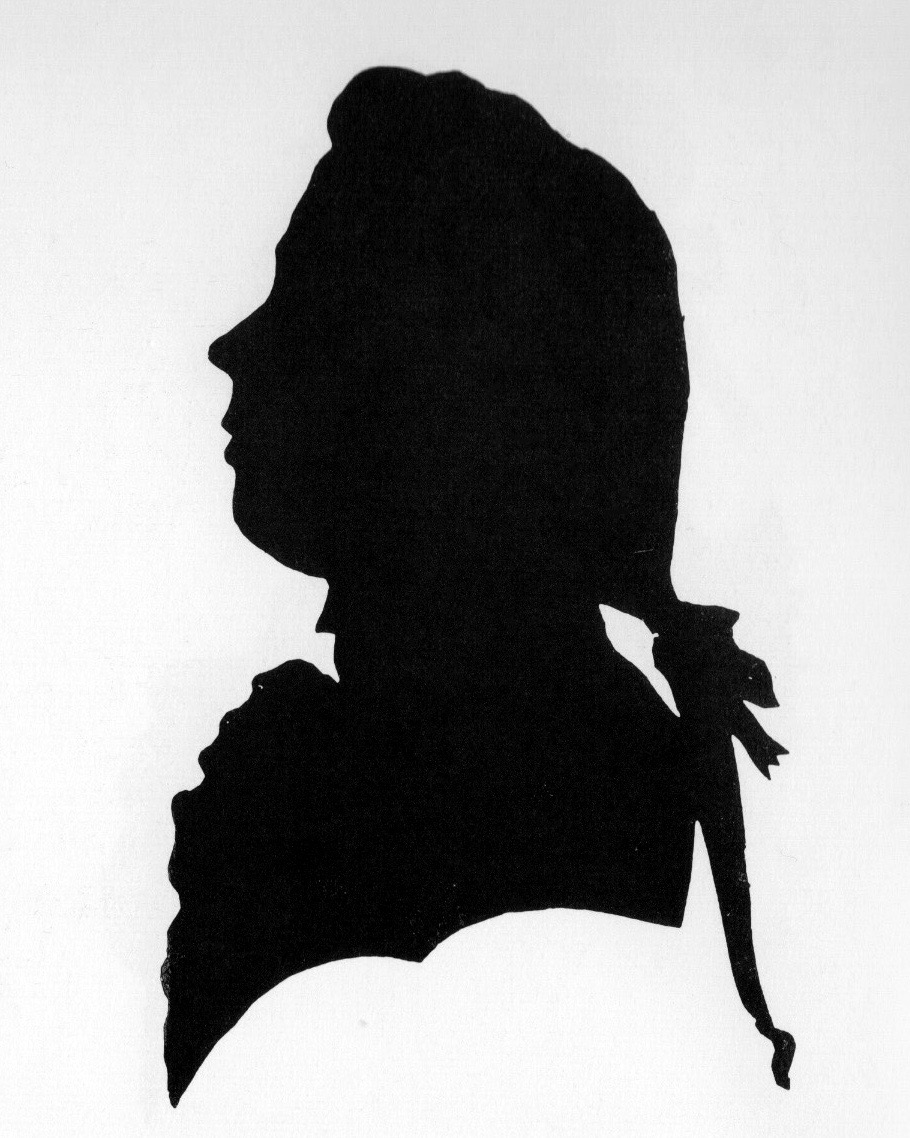
Franz Boos
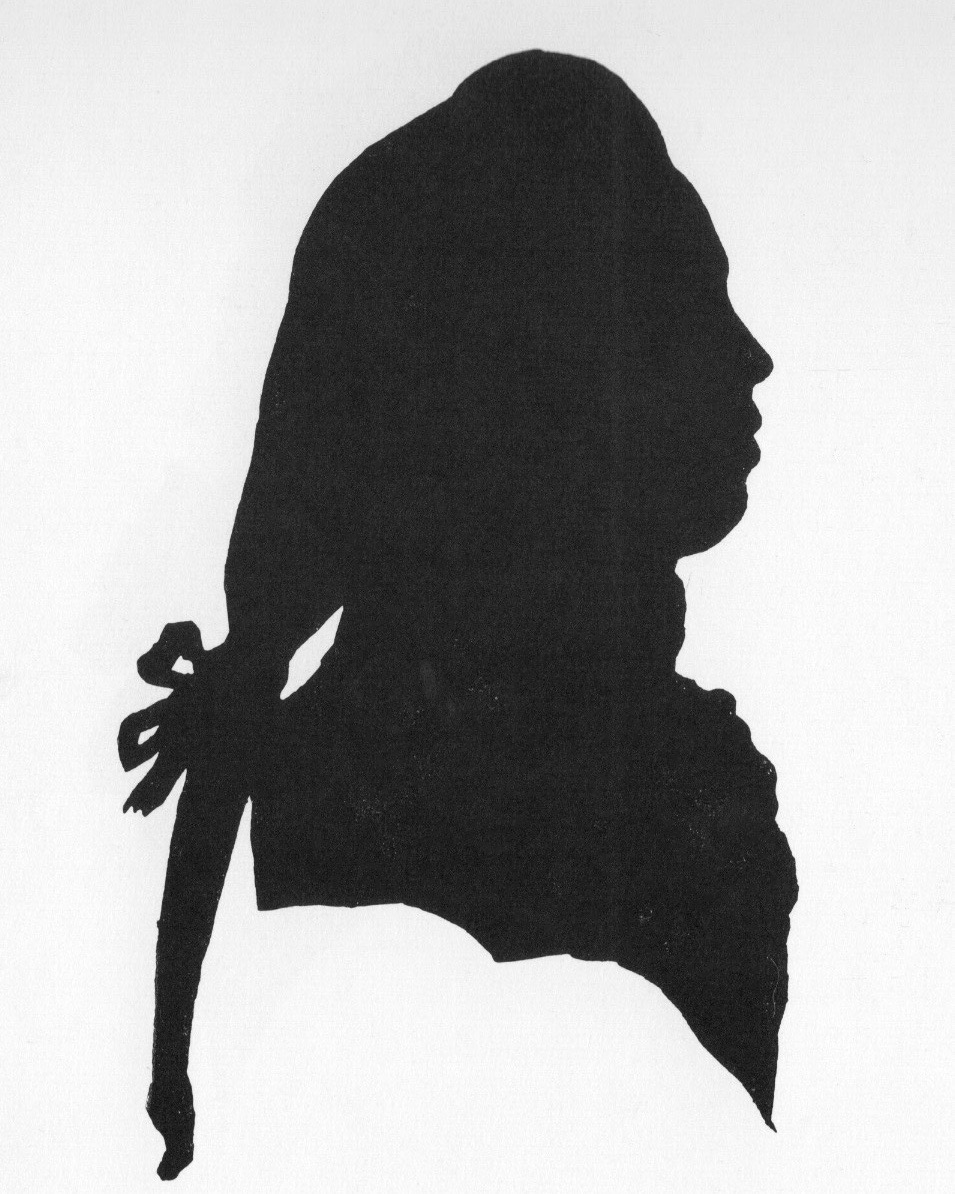
Franz Bredemeyer